# Beatriz Barba
Beatriz Barba de Piña Chan (Cidade do México, 16 de setembro de 1928 – 29 de janeiro de 2021) foi a primeira arqueóloga titulada do México e professora emérita da Escola Nacional de Antropologia e História (ENAH) pioneira no estudo da história as religiões, a magia e a bruxaria.
Morreu em 29 de janeiro de 2021, aos 92 anos.